# 78. Międzynarodowy Festiwal Filmowy w Cannes
78. Międzynarodowy Festiwal Filmowy w Cannes odbył się w dniach 13−24 maja 2025 roku. Imprezę otworzył pokaz francuskiego filmu Partir un jour w reżyserii Amélie Bonnin. Jury pod przewodnictwem francuskiej aktorki Juliette Binoche przyznało nagrodę główną festiwalu, Złotą Palmę.
Oficjalny plakat promocyjny festiwalu przedstawiał kadr z francuskiego filmu Kobieta i mężczyzna (1966) Claude’a Leloucha. Galę otwarcia i zamknięcia festiwalu poprowadził francuski aktor Laurent Lafitte. Honorową Złotą Palmę za całokształt twórczości otrzymał amerykański aktor Robert De Niro.

## Członkowie jury

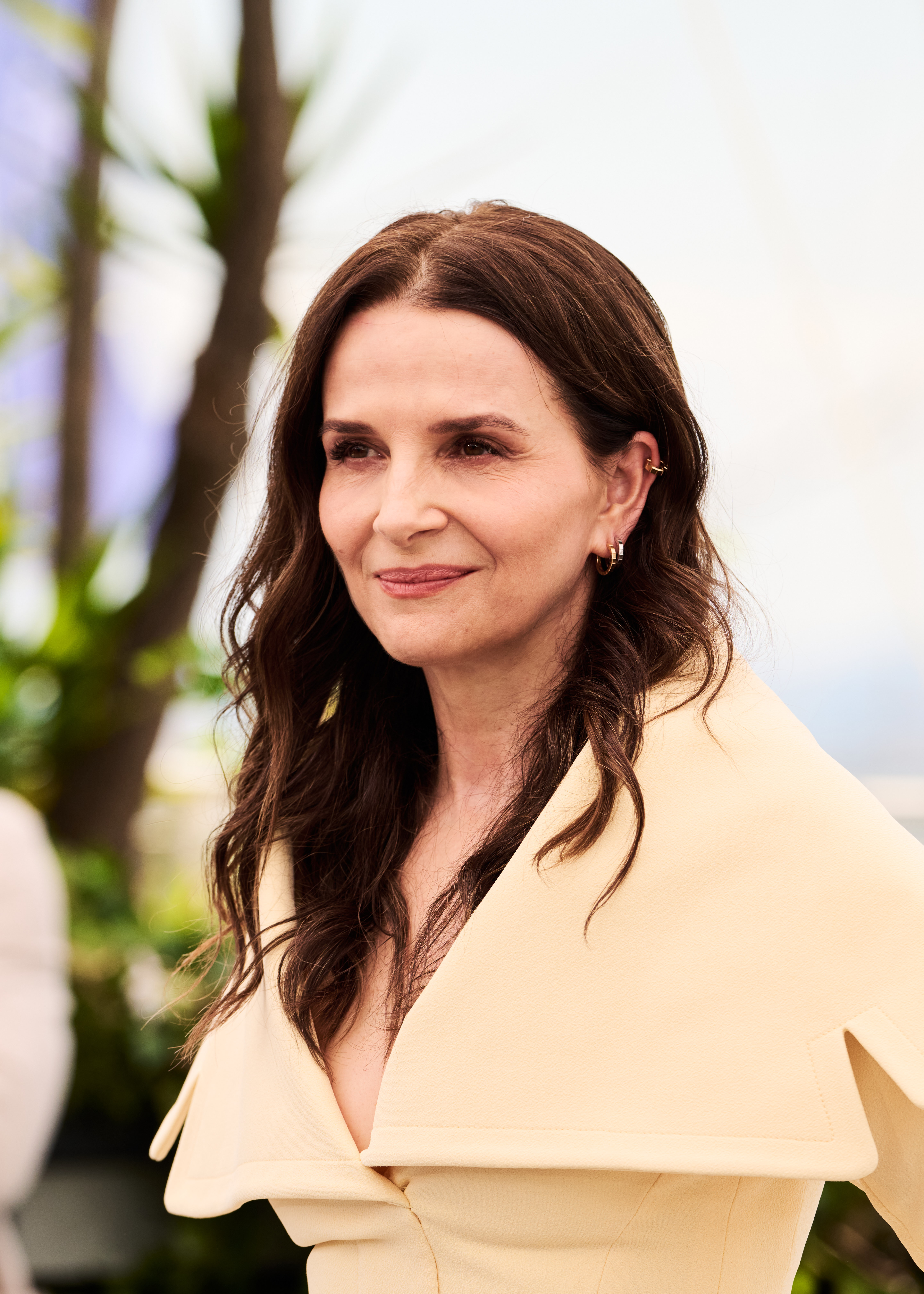
Przewodnicząca jury konkursu głównego Juliette Binoche.

### Konkurs główny
- Juliette Binoche, francuska aktorka − przewodnicząca jury[5][6]
- Halle Berry, amerykańska aktorka
- Dieudo Hamadi, kongijski reżyser
- Hong Sang-soo, południowokoreański reżyser
- Payal Kapadia, indyjska reżyserka
- Carlos Reygadas, meksykański reżyser
- Alba Rohrwacher, włoska aktorka
- Leïla Slimani, marokańska pisarka
- Jeremy Strong, amerykański aktor

### Sekcja „Un Certain Regard”
- Molly Manning Walker, brytyjska reżyserka − przewodnicząca jury
- Nahuel Pérez Biscayart, argentyński aktor
- Louise Courvoisier, francuska reżyserka
- Vanja Kaluđerčić, chorwacka selekcjonerka i dyrektorka MFF w Rotterdamie
- Roberto Minervini, włoski reżyser

### Cinéfondation i filmy krótkometrażowe
- Maren Ade, niemiecka reżyserka − przewodnicząca jury
- Reinaldo Marcus Green, amerykański reżyser
- Camélia Jordana, francuska aktorka i piosenkarka
- Chema Prado, były dyrektor Filmoteki Hiszpańskiej
- Nebojša Slijepčević, chorwacki reżyser